# Vat Yellow 4
C.I. Vat Yellow 4 ist ein polycyclisches aromatisches Diketon, das zur anwendungstechnischen Gruppe der Küpenfarbstoffe gehört.

## Darstellung
C.I. Vat Yellow 4 kann aus 1,5-Dibenzoylnaphthalin mit AlCl3, NaCl und Sauerstoff in einer Scholl-Reaktion hergestellt werden.

## Verwendung
C.I. Vat Yellow 4 ist eine viskose orangefarbene Flüssigkeit, die als Küpenfarbstoff zum Färben von Baumwolle, Wolle und Celluloseacetat verwendet wird. Mit Reduktionsmitteln reagiert sie zu einer nahezu farblosen Leukoverbindung, die nach der Applikation auf das zu färbende Substrat wieder zu der farbigen Verbindung reoxidiert wird.
Das Dibromderivat von Vat Yellow 4 findet unter der Bezeichnung Vat Orange 1 ebenfalls Verwendung als Küpenfarbstoff.